# Ahpop
Ahpop ili Ahau-Ahpop /od ah ili ahau =gospodar + pop =ćilim ili hasura/, vladar gvatemalskih Quiché Indijanaca i gospodar kuće Caveca. Ime mu u prijevodu znači  'onaj kome pripada ćilim (ili hasura), na kojima su ovi vladari sjedili i vijećali, i koja je bila simbol njihove moći. Ispod Ahpopa bile su titule još osam gospodara, a odmah ispod njega to je Ahpop-Camhá ili Ahau-Ahpop-Camhá. Izvorno oblici množine Ahpopa i Ahpop-Camhe su ahpopox i ahpop-camhail. Kuća kojom je vladao veliki gospodar Ahau-Ahpop, zvala se Cuhá.

## Vanjske poveznice
- Kí-Chè  Arhivirana inačica izvorne stranice od 2. lipnja 2008. (Wayback Machine)
- Popol Vuh: Sacred Book of the Quiché Maya People